# Leichtathletik-Weltmeisterschaften 2007/5000 m der Frauen

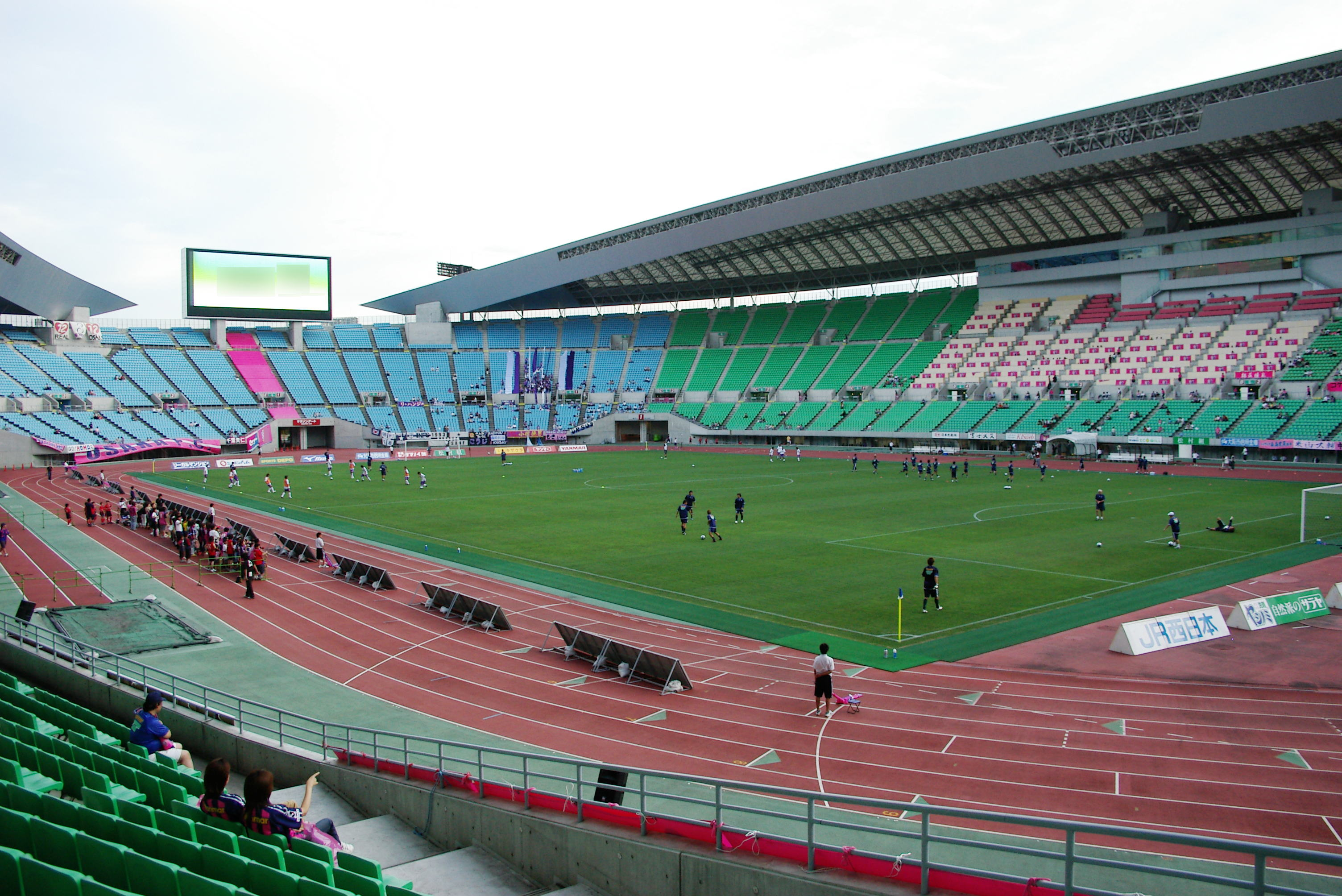
Das Nagai-Stadion in Osaka im Jahr 2004

Der 5000-Meter-Lauf der Frauen bei den Leichtathletik-Weltmeisterschaften 2007 wurde am 29. August und 1. September 2007 im Nagai-Stadion der japanischen Stadt Osaka ausgetragen.
In diesem Wettbewerb gab es mit Silber und Bronze zwei Medaillen für die Langstreckenläuferinnen aus Kenia. Weltmeisterin wurde die aktuelle Olympiasiegerin, Vizeweltmeisterin von 2005 und Weltrekordinhaberin Meseret Defar aus Äthiopien. Sie hatte darüber hinaus bei den Afrikameisterschaften 2006 Gold und 2000 Silber gewonnen. Den zweiten Rang belegte Vivian Cheruiyot, die hier ihre erste Medaille bei einer bedeutenden internationalen Meisterschaft errang. Bronze ging an die Zweite der Afrikameisterschaften von 2004 Priscah Jepleting Cherono.

## Bestehende Rekorde
| Weltrekord | 14:16,63 min | Meseret Defar   | Oslo, Norwegen                | 15. Juni 2007   |
| WM-Rekord  | 14:38,59 min | Tirunesh Dibaba | WM 2005 in Helsinki, Finnland | 13. August 2005 |

Der bestehende WM-Rekord wurde bei diesen Weltmeisterschaften nicht eingestellt und nicht verbessert.
Es wurde ein Landesrekord aufgestellt:

15:53,23 min – Angeline Nyiransabimana (Ruanda), zweiter Vorlauf am 29. August

## Doping
Die zunächst fünftplatzierte Türkin Elvan Abeylegesse wurde nachträglich des Dopings überführt und für zwei Jahre gesperrt. Ihre Resultate dieser Weltmeisterschaften – außer ihrem fünften Platz hier über 5000 Meter noch Silber über 10.000 Meter – wurden annulliert. Außerdem erhielt die Läuferin eine Sperre von zwei Jahren.
Benachteiligt wurde vor allem eine Athletin:

Simret Sultan aus Eritrea hätte über die Zeitregel am Finale teilnehmen dürfen.

## Vorrunde
Die Vorrunde wurde in zwei Läufen durchgeführt. Die ersten fünf Athletinnen pro Lauf – hellblau unterlegt – sowie die darüber hinaus fünf zeitschnellsten Läuferinnen – hellgrün unterlegt – qualifizierten sich für das Finale.

### Vorlauf 1
29. August 2007, 20:05 Uhr
| Platz | Name                  | Nation    | Zeit (min)                                      |
| ----- | --------------------- | --------- | ----------------------------------------------- |
| 1     | Vivian Cheruiyot      | Kenia     | 15:06,54                                        |
| 2     | Sylvia Jebiwott Kibet | Kenia     | 15:06,54                                        |
| 3     | Gelete Burka          | Äthiopien | 15:07,21                                        |
| 4     | Shalane Flanagan      | USA       | 15:07,47                                        |
| 5     | Wolha Krauzowa        | Belarus   | 15:17,64                                        |
| 6     | Kayoko Fukushi        | Japan     | 15:19,67                                        |
| 7     | Simret Sultan         | Eritrea   | 15:25,29 eigentlich für das Finale qualifiziert |
| 8     | Michelle Sikes        | USA       | 15:54,06                                        |
| 9     | Nora Leticia Rocha    | Mexiko    | 16:34,74                                        |
| 10    | Lucia Chandamale      | Malawi    | 16:35,75                                        |
| 11    | Francine Niyonizigiye | Burundi   | 17:25,22                                        |
| DOP   | Elvan Abeylegesse     | Türkei    | für das Finale zugelassen                       |
| DNS   | Tirunesh Dibaba       | Äthiopien |                                                 |
| DNS   | Jekaterina Wolkowa    | Russland  |                                                 |

### Vorlauf 2

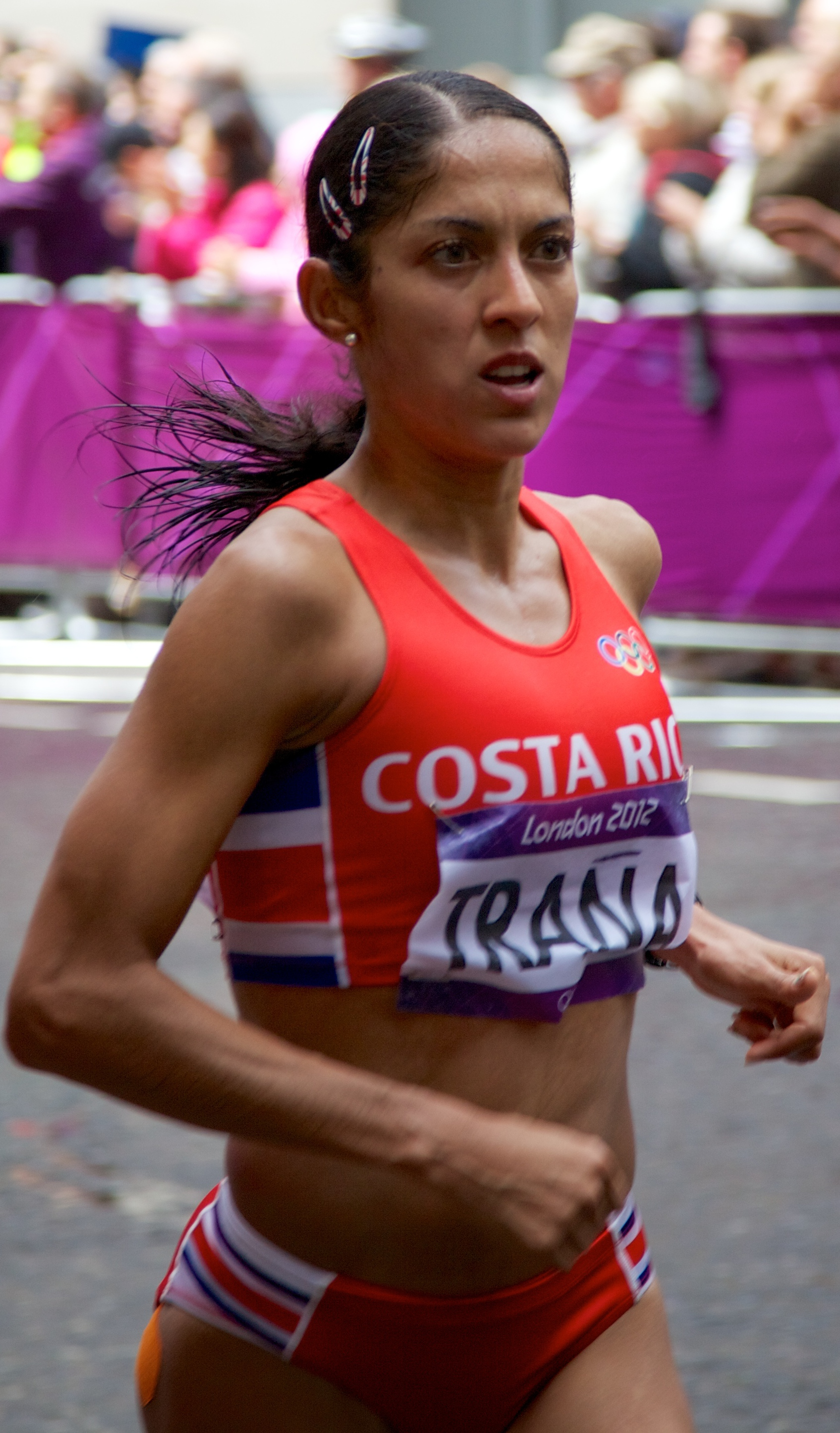
Gabriela Traña war als Dreizehnte ihres Vorlaufs ohne Chance auf eine Teilnahme am Finale
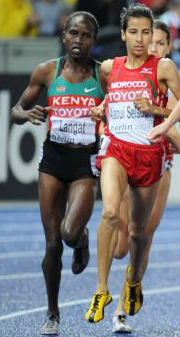
Mariem Alaoui Selsouli erreichte im zweiten Vorlauf nicht das Ziel

29. August 2007, 20:25 Uhr
| Platz | Name                      | Nation         | Zeit (min)  |
| ----- | ------------------------- | -------------- | ----------- |
| 1     | Meseret Defar             | Äthiopien      | 15:10,13    |
| 2     | Meselech Melkamu          | Äthiopien      | 15:10,32    |
| 3     | Priscah Jepleting Cherono | Kenia          | 15:11,22    |
| 4     | Joanne Pavey              | Großbritannien | 15:11,83    |
| 5     | Jennifer Rhines           | USA            | 15:14,30    |
| 6     | Silvia Weissteiner        | Italien        | 15:15,74    |
| 7     | Marija Konowalowa         | Russland       | 15:16,49    |
| 8     | Jéssica Augusto           | Portugal       | 15:21,23    |
| 9     | Kayo Sugihara             | Japan          | 15:31,44    |
| 10    | Zakia Mrisho              | Tansania       | 15:33,81    |
| 11    | Mary Cullen               | Irland         | 15:40,53    |
| 12    | Angeline Nyiransabimana   | Ruanda         | 15:53,23 NR |
| 13    | Gabriela Traña            | Costa Rica     | 17:45,56    |
| DNF   | Mariem Alaoui Selsouli    | Marokko        |             |

## Finale

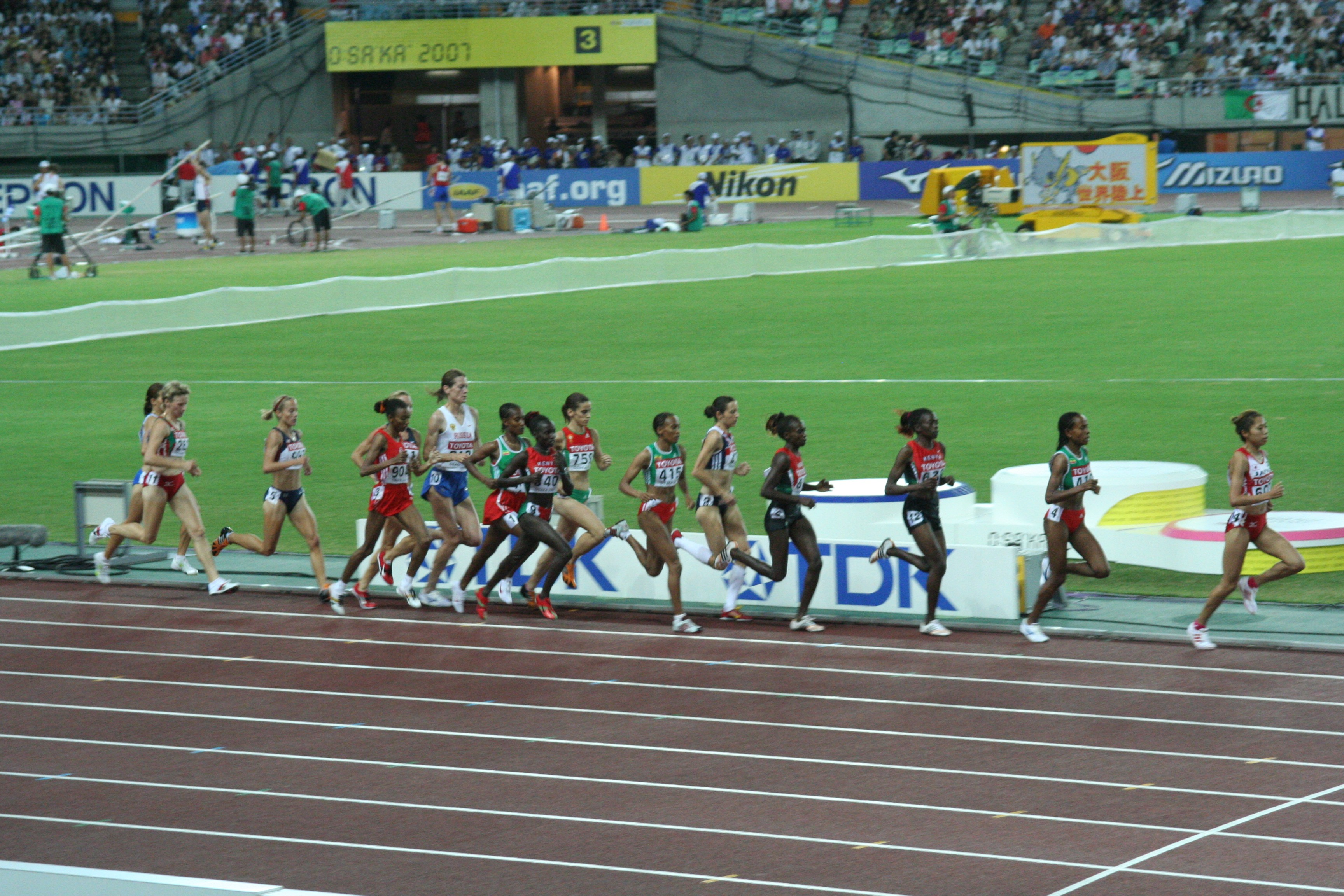
Das 5000-Meter-Finalrennen

1. September 2007, 20:30 Uhr
| Platz | Name                      | Nation         | Zeit (min) |
| ----- | ------------------------- | -------------- | ---------- |
| 1     | Meseret Defar             | Äthiopien      | 14:57,91   |
| 2     | Vivian Cheruiyot          | Kenia          | 14:58,50   |
| 3     | Priscah Jepleting Cherono | Kenia          | 14:59,21   |
| 4     | Sylvia Jebiwott Kibet     | Kenia          | 14:59,26   |
| 5     | Meselech Melkamu          | Äthiopien      | 15:01,42   |
| 6     | Jennifer Rhines           | USA            | 15:03,09   |
| 7     | Shalane Flanagan          | USA            | 15:03,86   |
| 8     | Joanne Pavey              | Großbritannien | 15:04,77   |
| 9     | Gelete Burka              | Äthiopien      | 15:07,46   |
| 10    | Marija Konowalowa         | Russland       | 15:09,71   |
| 11    | Silvia Weissteiner        | Italien        | 15:11,81   |
| 12    | Wolha Krauzowa            | Belarus        | 15:11,82   |
| 13    | Kayoko Fukushi            | Japan          | 15:19,40   |
| 14    | Jéssica Augusto           | Portugal       | 15:24,93   |
| DOP   | Elvan Abeylegesse         | Türkei         |            |

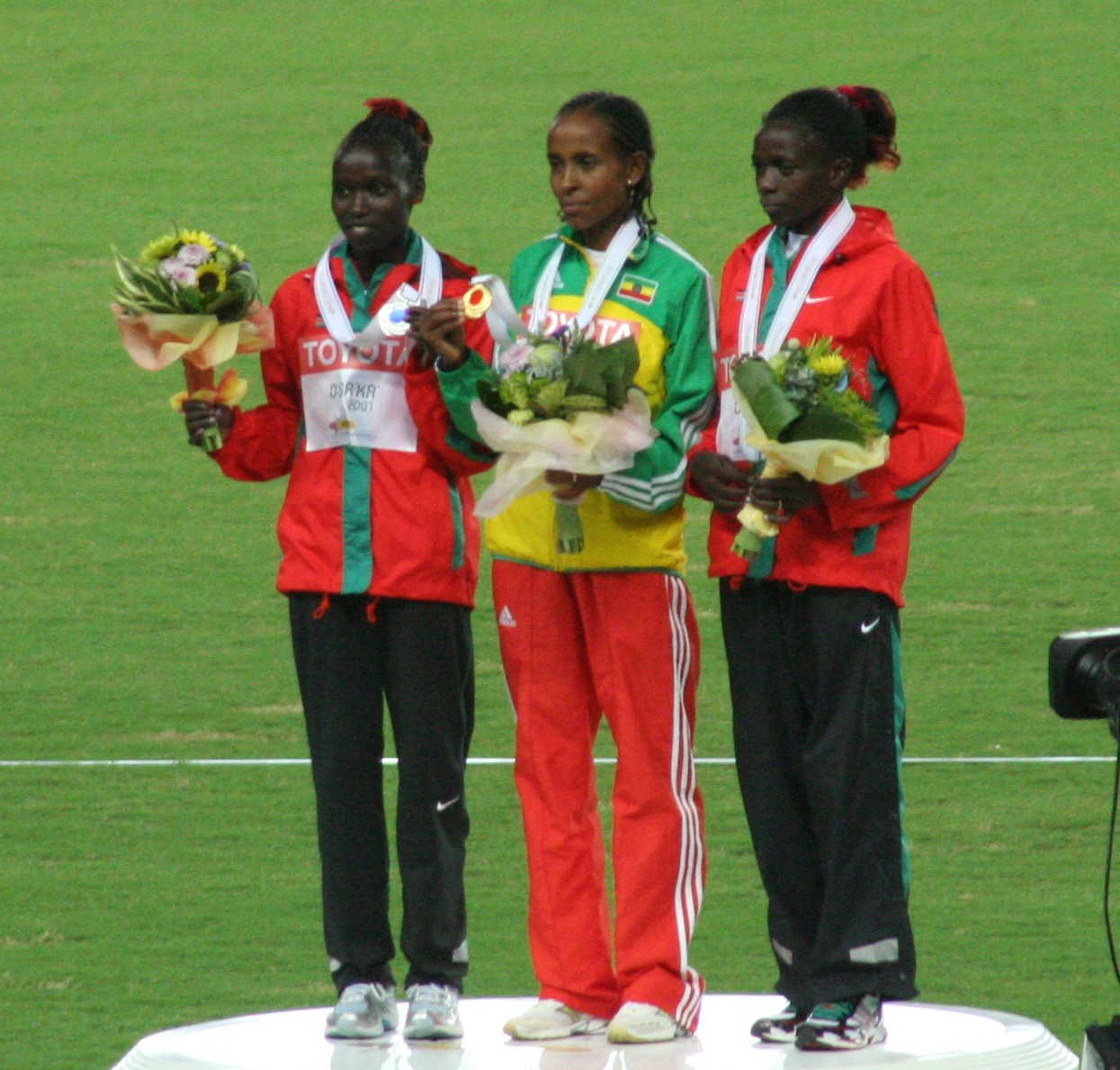
Siegerehrung: zwei Kenianerinnen rahmen die äthiopische Siegerin ein
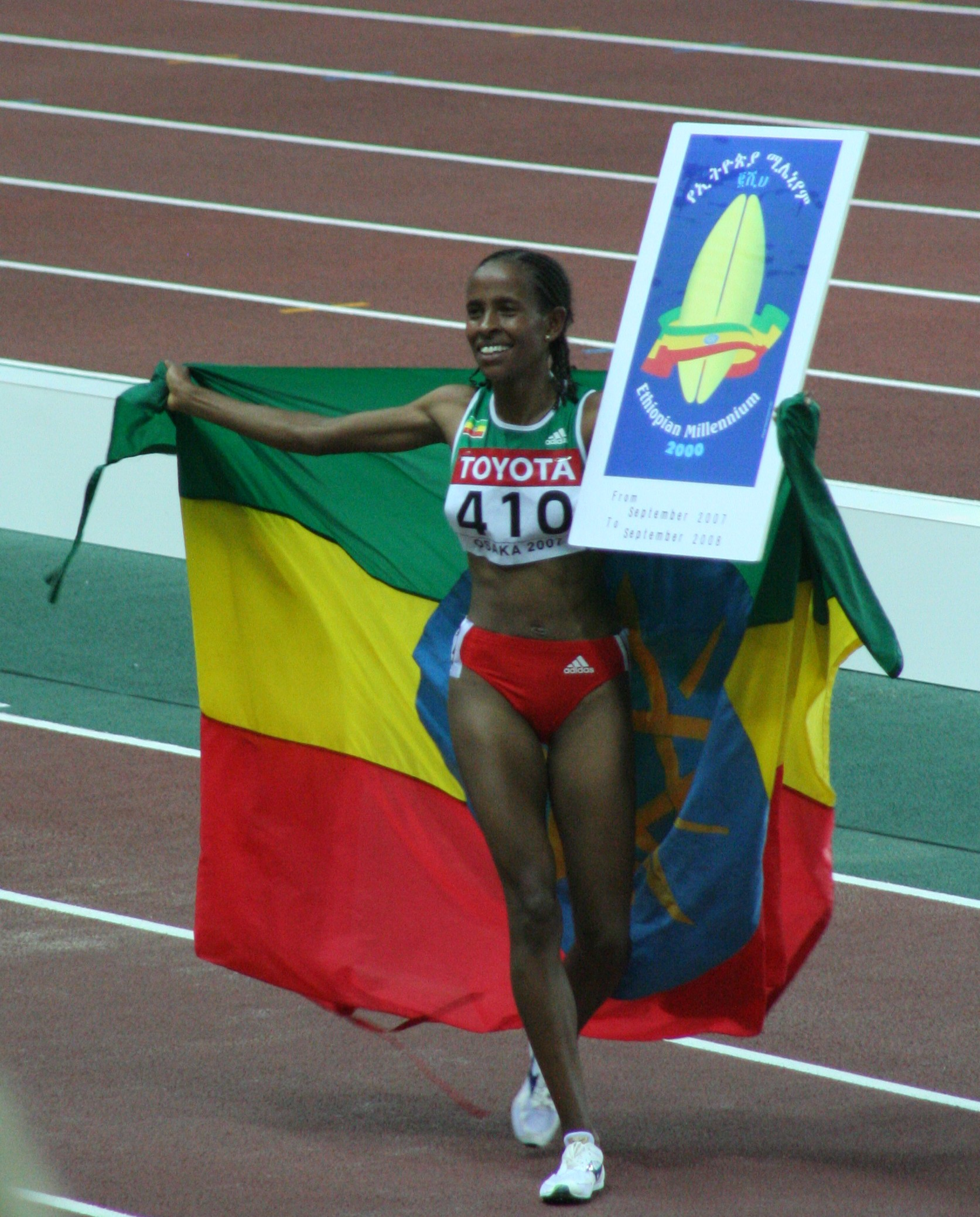
Eine strahlende Weltrekordlerin Meseret Defar, nach ihrem Olympiasieg 2004 und WM-Silber 2005 nun auch mit WM-Gold dekoriert
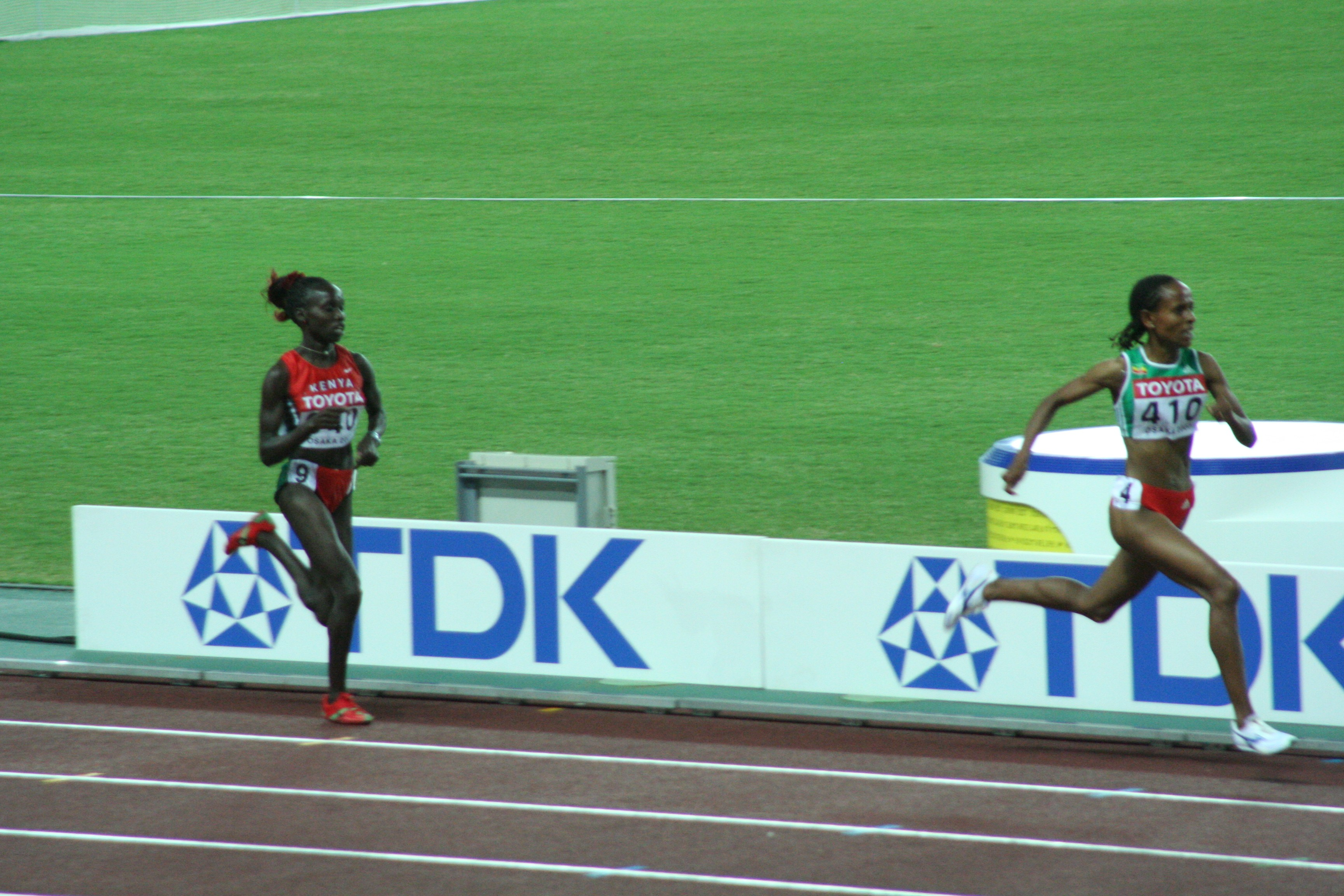
Meseret Defar (rechts) und Vivian Cheruiyot kurz vor dem Ziel
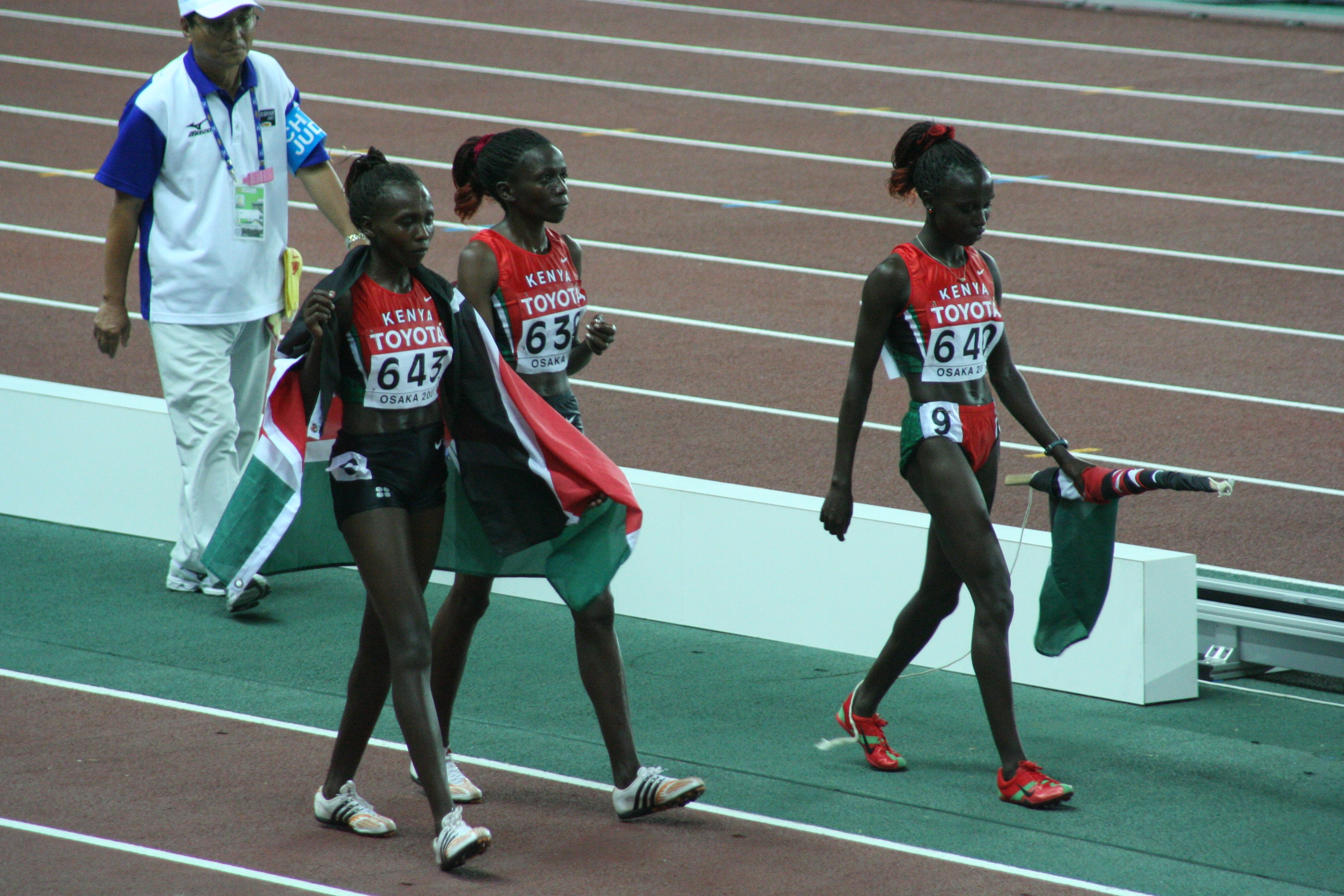
Drei Kenianerinnen auf ihrer Ehrenrunde: Sylvia Jebiwott Kibet (643), Pl. 4 / Priscah Jepleting Cherono (639), Pl. 3 / Vivian Cheruiyot (640), Pl. 2
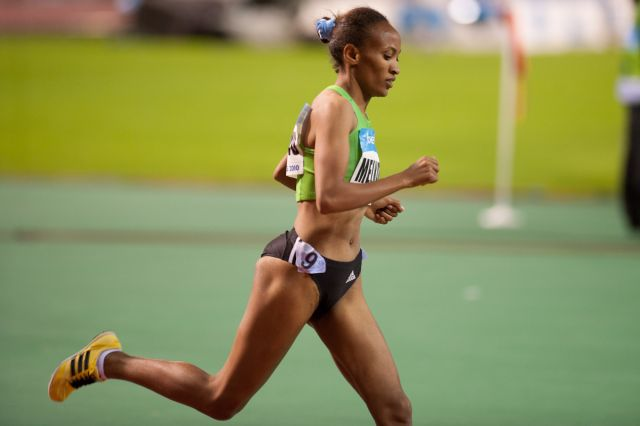
Meselech Melkamu belegte Rang fünf
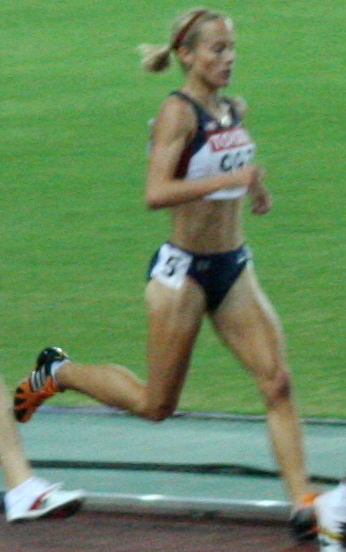
Jennifer Rhines kam auf den sechsten Platz
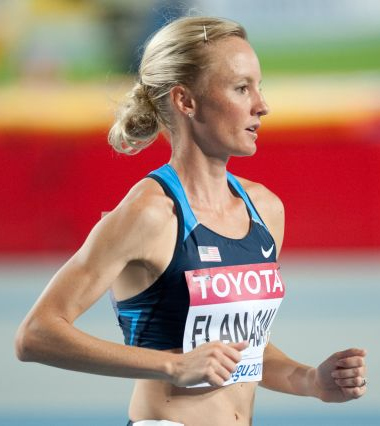
Shalane Flanagan erreichte Platz sieben
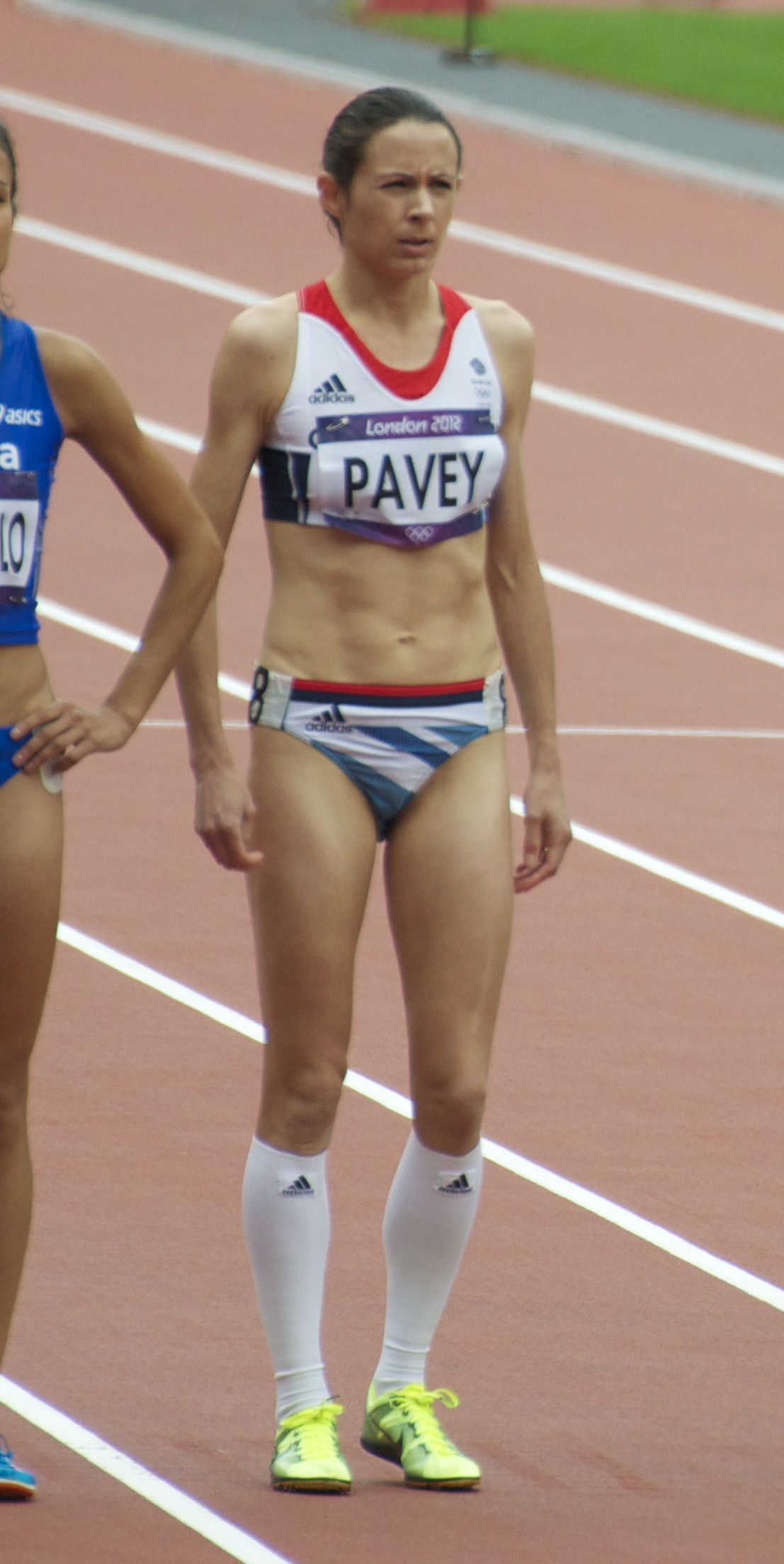
Die achtplatzierte Joanne Pavey
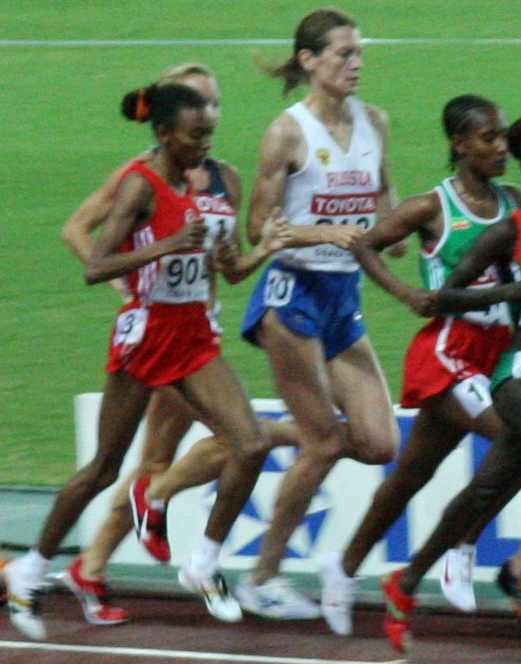
Finalrennen (v. l. n. r.): Dopingsünderin Elvan Abeylegesse, Marija Konowalowa (Zehnte), Gelete Burka (Neunte)
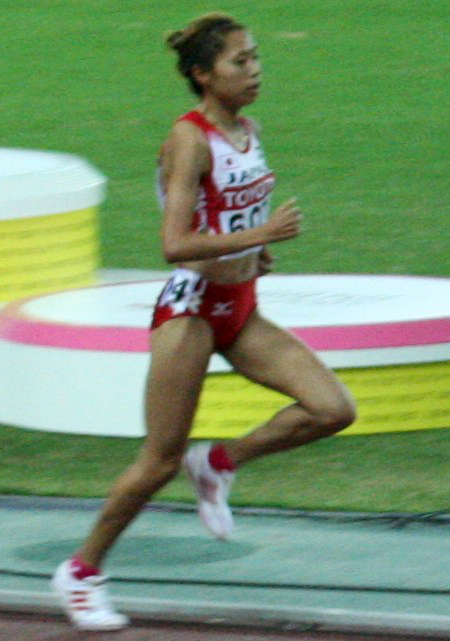
Rang dreizehn für Kayoko Fukushi
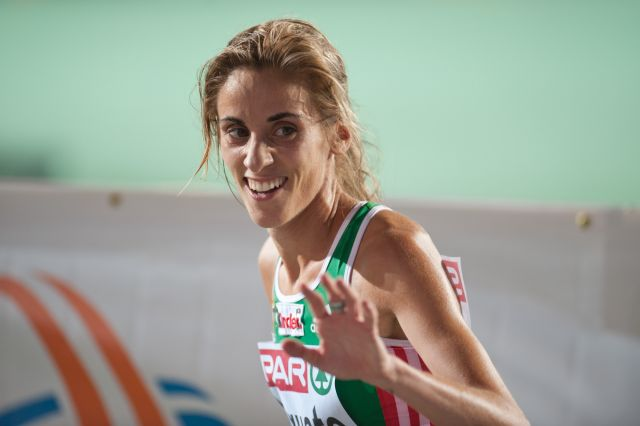
Jéssica Augusto wurde Vierzehnte

## Video
- Defar cruises in 5,000, youtube.com, abgerufen am 4. November 2020